# Delphinapterus

Mapa de distribució de la beluga

Delphinapterus és un gènere d'odontocets cetacis de la família dels monodòntids. Només conté una espècie vivent, la beluga (Delphinapterus leucas). Es troba sobretot a l'oceà Àrtic i l'extrem nord dels oceans l'Atlàntic i Pacífic. L'espècie fòssil D. brocchii visqué a Itàlia durant el Miocè.

## Taxonomia
El gènere fou descrit el 1804 pel zoòleg francés Bernard-Germain de Lacépède.